# Stygiodrina maurella
Stygiodrina maurella là một loài bướm đêm trong họ Noctuidae.